# Trichocyt

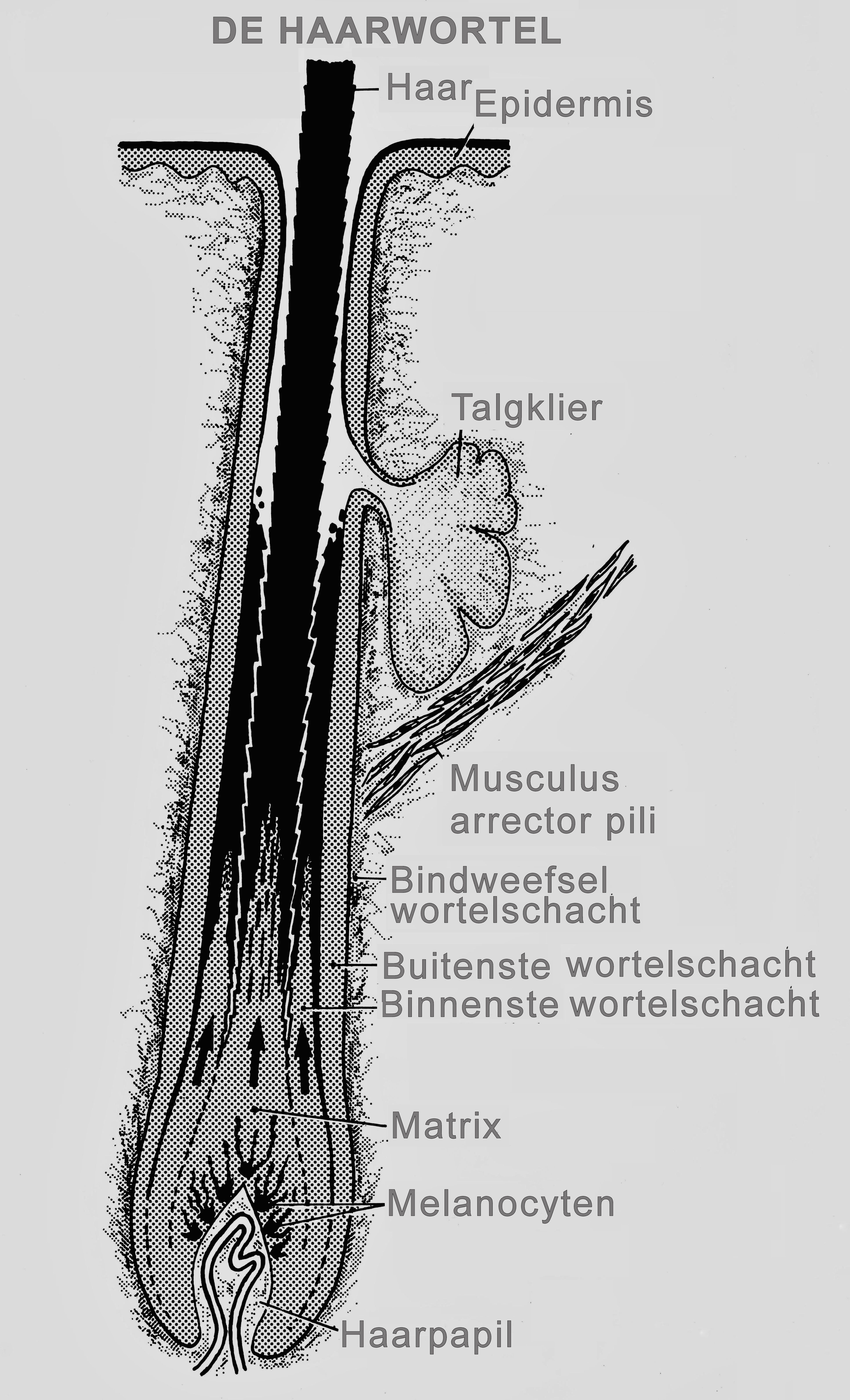
Haarwortel

Trichocyten bij zoogdieren zijn de gespecialiseerde epitheelcellen waaruit de mechanisch zeer veerkrachtige weefsels haar en nagels worden gevormd. Ze kunnen worden geïdentificeerd door het feit dat ze "harde", "trichocyt" of "haar" keratine-eiwitten tot expressie brengen.  Dit zijn gemodificeerde keratines die grote hoeveelheden van het aminozuur cysteïne bevatten, wat de chemische crosslinking van deze eiwitten vergemakkelijkt om het taaie materiaal te vormen waaruit haar en nagels bestaan. De crosslinking vindt plaats door zwavelbruggen. Deze cellen vormen ook de binnenste wortelschacht van de haar.
Trichocyten vormen de centrale kern van het haarzakje. Deze kern van levende trichocyten bestaat uit een populatie stamcellen en zich tijdelijk delende cellen rond de opening van de haarpapil. De trichocyten van de haarschors worden lateraal samengedrukt en worden daardoor spoelvormig en nemen een verticale oriëntatie aan. De binnenste trichocyten zijn horizontaal gerangschikt en hebben de neiging zich van elkaar te scheiden, waardoor met lucht gevulde isolerende ruimtes ontstaan. De matrix en de haarschors (cortex) zijn concentrisch omgeven door een eenlaagse structuur van trichocyten.
|  |